# Gorno Dragliște
Gorno Dragliște (în bulgară Горно Драглище) este un sat situat în partea de sud-vest a Bulgariei în Munții Pirin. Aparține administrativ de Comuna Razlog din Regiunea Blagoevgrad. La recensământul din 2011 avea o populație de 944 locuitori.

## Demografie
Componența etnică a satului Gorno Dragliște
     Bulgari (97,45%)
     Nicio identificare (2,54%)
     Altele (0%)
La recensământul din 2011, populația satului Gorno Dragliște era de 944 locuitori. Din punct de vedere etnic, majoritatea locuitorilor (97,45%) erau bulgari. Pentru 2,54% din locuitori nu este cunoscută apartenența etnică.